# The Qontinent
The Qontinent was van 2008 tot 2024 een jaarlijks outdoor harddancefestival op het recreatiedomein Puyenbroeck in Wachtebeke, België. Het festival weet jaarlijks tiendduizenden hardstyle-, hardcore- en tekstyle-liefhebbers op de been te brengen en is daarmee het grootste festival in zijn genre in België. Sinds 2010 is er de avond voor de officiële start van het festival een preparty die doorgaat op een kleiner deel van het terrein.

## Edities

### 2008
Op 9 augustus 2008 werd de eerste editie georganiseerd door Q-dance. Het festival begon om 12:00 en eindigde om 00:00. Er was geen anthem. Reeds kort nadat de eerste editie was afgelopen kon men al talloze beelden van het festival bekijken op YouTube.

#### Area's en dj's
| Main (Hardstyle) | Tekstyle & Jump | Hardcore |
| --- | --- | --- |
| - Vicious D & Larsson - Bruno Power - Isaac - A-lusion - Davide Sonar - Dana - Brennan Heart - Showtek - Headhunterz - HardRulerz - D-Block & S-te-Fan - Zatox - DJ Luna - Host: MC Ruffian | - Mark with a K - Dr. Rude - Lethal MG - Greg C - Gave - Chicago Zone - GJ Warez - Ghost - Playboyz - Ruthless - Host: Apster | - Chucky - Kristof - Amnesys - Endymion - The Stunned Guys - Live: G-Town Madness - Tommyknocker - Dione - Promo - Enzyme X - Evil Activities - Host: MC Villian |

### 2009
In 2009 werd op 7 en 8 augustus de 2e editie gehouden met enkele veranderingen. Het festival werd niet langer alleen door Q-dance georganiseerd maar ook door Bass Events. In tegenstelling tot 2008 waren het deze keer 2 dagen en werd er een anthem gemaakt, namelijk A Lost World door Wildstylez. Er werd ook een album van 3 cd's gemixt door Wildstylez voor hardstyle, Tommyknocker hardcore en Q-ic tekstyle. Op het einde van dag 2 was er tijdens de Noisecontrollers, maar vooral tijdens het optreden van Headhunterz Vs Wildstylez vuurwerk afgestoken.

#### Vrijdag 7 augustus
| Classics | Future | Footworxx |
| --- | --- | --- |
| - Binum - Bountyhunter - Dana - Francois - G-Town Madness - Luna - Pavo - Dj Yves - Yves De Ruyter - MC: Syco | - B-Front - Bass Modulators - Bestien - Crypsis - Dailucia - Darkxcess - Detektor - Dozer - Dr.Phunk - Endy - Orpheuz - Owen G - Ran-D - Vicious D & Larsson - MC: Villian | - Bryan Fury - Hellfish - Jamie Ball - Jeff Amadeus - Moddi - Paul Langley - Sandy Warez - Tieum - Live: Arkus P. - Live: I:gor - Live: Igneon System - Live: Waldhaus - Live: Weichentechnikk |

#### Zaterdag 8 augustus
| Mainstage | Italian Hardstyle                                                                                           | Hardcore | Tekstyle |
| --- | --- | --- | --- |
| - A-lusion - Alpha² - Beholder - Coone - Dark-E - Deepack - Fenix - Headhunterz - Noisecontrollers - Playboyz - Psyko Punkz - Scope DJ - Wildstylez - MC: Villian | - Activator - Bruno Power - Davide Sonar - Technoboy - Ivan Carsten - Stephanie - Tatanka - MC: Da Syndrome | - D-Passion - Daisy - Endymion - Inyoung - Kristof - Meccano Twins - Noize Suppressor - Nosferatu - Ophidian - Partyraiser - Promo - Tommyknocker - Unexist - MC: Syco | - Davoodi - Demoniak - Gave - Jones - Ladyboy - Manu Kenton - Mark with a K - Nicholas Clays - Q-ic - Ronald V - Ruthless - Sjoekoe - Live: Mr. Noba - Live: Transfarmers - MC: Chucky |

### 2010

#### Zaterdag 14 augustus
Door de grote line-up wordt slechts een selectie weergegeven.
| Main Stage                                                  | Thunderdome - The Past                                                   | Andere area's |
| ----------------------------------------------------------- | ------------------------------------------------------------------------ | --- |
| - Coone - Headhunterz - DJ Isaac - DJ Korsakoff - DJ Dark-E | - DJ Paul Elstak - DJ Buzz Fuzz - DJ Promo - Panic - Human Resource Live | - Fanatix & Sur+: Q-ic, Dr Phunk, ... - In Tek we Trust: Teka B, Alpha Protocol, ... - Liberty White: Double U Jay, Tim Oxman, ... - Hard 2 Remember: DJ Massiv, Danger Hardcore Team, ... - Illusion The Hype XL: Dimitri Vegas & Like Mike, Yves-V, ... |

#### Zondag 15 augustus
Door de grote line-up wordt slechts een selectie weergegeven.
| Main Stage                                                            | Thunderdome - The Present                                                     | Andere area's |
| --------------------------------------------------------------------- | ----------------------------------------------------------------------------- | --- |
| - Angerfist - The Prophet - DJ Zany - D-Block & S-te-Fan - Wildstylez | - Evil Activities - Art Of Fighters - Nosferatu - Neophyte - Noize Suppressor | - Dirty Workz: Coone, Demoniak, ... - La Bush: Chicago Zone, Ronald V, ... - Footworxx: Sandy Warez, Madhouse Brothers, ... - Illusion Retro: Binum, Jimmy Goldschmitz, ... - Freestyle Area: Deepack, Rockstarz, ... |

### 2011
| Podium         | Vrijdag 12 augustus Camping Pre-Party                                                                   | Zaterdag 13 augustus | Zondag 14 augustus |
| -------------- | --- | --- | --- |
| Mainstage      | Hardstyle Chris One Bioweapon Wasted Penguinz Davide Sonar Mind.Illusion San Miquel Hosted by MC Apster | Noisecontrollers D-Block & S-te-Fan AVIO Live A² Records Showcase (Alpha² vs Ran-D vs Adaro vs E-Force) Wildstylez Brennan Heart Evil Activities The Prophet Second Identity Live Stephanie DJ Isaac Cally & Juice Unloaders Hosted by MC DV8 | Headhunterz Psyko Punkz B-Front Live Zatox Ambassador Inc Live Neophyte Josh & Wesz Frontliner Da Tweekaz In-Phase Alex Kidd Digital Punk Hosted by MC Villain                                                                   |
| Jump & Tek     | Royal S Trent Easton iTraxx DNA Killerz Orpheuz Detektor Jacknoize Hosted by MC Vegas                   | Lethal MG Q-IC Playboyz Dark-e Point Blanc Live Pat B Def Toys D-Vision Junior Waxx Live Dalora Miss Faction Firewall Mr Noba Shaytek Kid Rascal Stephan Strube Hosted by MC Chucky                                                           | Fenix Demoniak Live Bestien Dr Rude Mark with a K Dr Phunk Live Davoodi Teka B Live W4cko Mode Seven Jones Sykes Fatal Inc Da Morty Analyserz Atomic Twinz Alpha Protocol Hosted by MC Chucky                                    |
| Thunderdome    | | Promo Enzyme X Korsakoff Endymion Negative A The Viper Art of Fighters Drokz Lady Kate Terminal & Vavaculo Kristof Hosted by MC Jeff | Noise Suppressor Nosferatu D-Passion The Outside Agency ft Cooh Meccano Twins Ophidian Outblast Amnesys E-Ruption J-Roon & Kosmix The Wishmaster Hosted by MC Justice                                                            |
| Liberty White  | | Robert Natus Candy Cox O.B.I. aka Tobias Lüke Motormorfoses Live aka Eto & Gab Ma-K-Dam aka Loy Klang Paul Langley Reload Manone Manu Kenton Neck Jamie Dill Dualizers Manic Live Hosted by MC Matos                                          | Frank Kvitta Torsten Kanzler BMG Live Fernanda Martins Dualizers Tremenzz Instigator Tymon Ezekiel Aszebenyi Double U Jay |
| Footworxx      | | Daniela Haverbeck Hilarious Peaky Pounder N-Vitral Richie Gee Rude Awakening Sandy Warez Mindustries Igneon System Coreporation Raggedy Andy Chok Dee                                                                                         | Radium Cardiak Live Tieum Bong-Ra Bryan Fury Waldhaus Madhouse Brothers DJ Omira Rakuza Maissouille Minupren |
| The Magic Show | | Chain Reaction The R3bels Live Thera Sasha F Degos & Re-Done Zero Sanity Kevin Kaos Outlander Krusaders Frequencerz Tartaros Geck-o Kodex Adaro Radical Redemption Solutio & The I’s The Geminizers Hosted by MC Da Syndrome                  | Crypsis The Machine Deepack Chris One Ran-D The Beholder Alphaverb Bioweapon Kodex Jack of Sound Titan Koldsa Michael H GIA Hosted by MC Jeff                                                                                    |
| Stage 7        | | Hard 2 Remember DJ Rob & MC Joe Vince Stanton Human Resource Panic Thilo & Evanti Pavo DJ Luna DJ Reza Ruthless Bountyhunter Hosted by MC Apster                                                                                              | Cap’tain / Trip & Teuf Jacky Core Loic D Gave Live Chicago Zone Ronald V Binum Live Ladyboy V-Beatz Genetikzz Evil K Alex Ostyn G-Dee-G Mr Marz The Hooligan T-Nikko Artemis Son Burn Soldier The Squadron Hosted by MC Renegade |

### 2012
| Podium                | Vrijdag 10 augustus Camping Pre-Party                                            | Zaterdag 11 augustus | Zondag 12 augustus |
| --------------------- | -------------------------------------------------------------------------------- | --- | --- |
| Mainstage             | Neroz Arkaine In-Phase Waverider The Anarchist DJ Korsakoff Hosted by MC Villian | Digital Punk Stephanie Audiofreq Da Tweekaz Josh & Wesz Wildstylez “Showcase” Technoboy D-Block & S-te-Fan Psyko Punkz Noisecontrollers DJ B-Front Evil Activities “Special” Hosted by MC DV8                                                              | Bass Modulators DJ Isaac DJ Zany Deepack Hard Driver LIVE Frontliner Zatox Ran-D Coone Headhunterz Endymion (band) Hosted by MC Villain                                                                   |
| Hard 2 Remember       | Pat B Q-ic Sjoekoe Playboyz Dark-E Ruthless Hosted by MC Vegas                   | | |
| 100% Belgian Hardcore | Madnezz Wise Guy C-commander Evolver Kristof MC: Reign                           | | |
| Thunderdome           |                                                                                  | Terminal & Vavaculo Kasparov (dj) Re-Style Nosferatu (diskjockey) Tommyknocker The Viper Angerfist Partyraiser Negative Audio LIVE DaY-már Hosted by: Jeff                                                                                                 | Bountyhunter Rob & MC Joe 50% The Dreamteam (DJ Buzz Fuzz & DJ Dano) Bass D Waxweazle Shadowlands Terrorists LIVE Paul Elstak Mental Theo Neophyte (X to XX-clusive set) Hosted by: The Mouth of Madness  |
| Liberty White         |                                                                                  | Manu Kenton Reunion Max Walder Samuel Sanders E-max Jamie Dill Frank Biazzi Ghost Kentek LIVE Reload LIVE Neck Manu Kenton Hosted by: Matos | Hardtechno Loy Klang Bion-X Merkurio Marco Remus Buchecha & Alex TB Ivee live Monster Mush Pet Duo Dualizers Hosted by: Matos                                                                             |
| Label Hosting         |                                                                                  | DWX Update Neilio Sound Freakerz Outlander Inner Heat LIVE Fusion Records Slim Shore Code Black Toneshifterz DV8 Rocks The Pitcher A2 Records Artic E-Force Adaro Alpha² Minus is More Crypsis Radical Redemption VS Chain Reaction Hosted by: Da Syndrome | DWX Bounce Mode Seven Jones Demoniak Dr Rude VS Dr Phunk Cap’tain presents Kytezo Ronald V Jacky Core Loic D Crunk’d Records Qrank Transfarmers LIVE Bestien Mark with a K LIVE Davoodi Hosted by: Chucky |
|                       |                                                                                  | PRSPCT Exist Air J VS NDM Bong Ra Sinister Souls Lowroller Dub Elements Eye-D & Hidden Cooh vs Balkansky Limewax vs Trasher | Footworxx J-roon & Kosmix Hilarious VS Chok Dee Dr Peacock Igneon System LIVE Sei2ure VS Synapse Sandy Warez Tieum Le Bask Randy Madhouse Brothers Noisekick LIVE Hosted by: Justice                      |
|                       |                                                                                  | In Tek We Trust Michael Jackin’ Miss Faction Itraxx Kid Rascal Da Morty Saltzer Detektor DNA Killerz Stormtroopers Akyra Jacknoize Teka B Def Toys Lethal MG Hosted by: Chucky                                                                             | The Magic Show Submotion San Miquel & Mind.Illusion Zero Sanity VS The Vision Juized Geck-o Jack of Sound Tartaros Frequencerz LIVE The Geminizers Titan Solutio & The I’s Thera LIVE Hosted by: Shizzler |

### 2013
| Podium                   | Vrijdag 9 augustus Camping Pre-Party                                                                  | Zaterdag 10 augustus | Zondag 11 augustus |
| ------------------------ | --- | --- | --- |
| God's Grounds Main Stage | | Substance One Neilio The R3belz Josh & Wesz Audiofreq The prophet Hard Driver Brennan Heart Frontliner Code Black Wildstylez Coone Psyko Punkz DJ B-Front Hosted by MC Villain         | Kutski Adrenalize Outlander Bass Modulators Noisecontrollers Zatox Wasted Penguinz & Da Tweekaz Ran-D Frequencerz The Viper MC DV8                                                                          |
| Valley of the Lost       | Pre-Party Mainstage Omegatypez In-Phase Atmozfears Max Enforcer Endymion Hosted by MC Chucky          | Hardcore Furyan Nico & Tetta Tha Playah Alien T Panic Amnesys & MC Axys Endymion Art of Fighters Evil Activities & E-Life Anime Kasparov Neophyte Sickest Squad Hosted by MC Jeff      | Hardcore Italia The Melodyst Advanced Dealer Claudio Lancinhouse Mad Dog Traxtorm Gangstaz Allied Live The Wishmaster The Stunned Guys Placid K Hellsystem Noize Suppressor The Destroyer Hosted by MC Jeff |
| Temple of Sacrifices     | Classics Ronald V Chicago Zone Pat B Sjoekoe Dark-E Ruthless Hosted by MC Toxicalz                    | Hardstyle Emperador Juized Toneshifterz Tartaros Jack of Sound Neroz Sound Freakerz Solutio & The I's Alpha2 Frequencerz Hosted by MC DV8                                              | Hardstyle Submotion Desnar Re-Volt Scope DJ The Geminizers Goliath Digital Punk E-Force Titan Chain Reaction Hosted by MC DL!                                                                               |
| Burial Grounds           | Hardcore Nova vs Madnezz C-Commandor vs Kano Evolver System Shock vs Prankster Kristof Hosted by MC-V | Industrial / Core Brainwash Hatebusters Terminal & Vavaculo Lost Origin Promo D-Passion Mindustries Sandy Warez Deathmachine Hosted by MC Minckz                                       | Industrial / Core Omira Thanos Igneon System Bartoch The Punisher Tieum Richie Gee Madhouse Brothers Maisouille SRB KRTM                                                                                    |
| Aztek Ruins              | | Jump / Tek Looney Tunez Jacknoize D & A Controllerz Kid Rascal Mode Seven Loic D Bestien Dr Phunk Davoodi Transfarmers Live Mark with A K Demoniak Hosted by Mc Chucky                 | Jump / Tek Itraxx Deviant Remento Lowriderz Def Toys Saltzer vs Qrank Demon Phunk Live Akyra Playboyz Lords of Tek Dr Rude Hosted by MC Toxicalz                                                            |
| Shaman Circle            | | Hard Techno Ken Von Roy & Merkurio Mental Crush Alex Kvitta Live Mike Drama Psychodrums Daniela Haverbeck Greg Notill Candy Cox Dualizers Jason Little Tymon Slugos Hosted by MC Matos | Hard Techno Manatane Trevor Benz Manone Live Viper XXL Jan Fleck Live Cannibal Cooking Club Live Reload Underdogz Neck Manu Kenton Hosted by MC Matos                                                       |

## Anthems
- 2009: Wildstylez - A Lost World
- 2011: Ambassador Inc. - Melody of Nature
- 2013: Wasted Penguinz & Da Tweekaz - Island Refuge
- 2014: Toneshifterz - Wild Wild Weekend
- 2015: Zatox feat. Max P - Our Last Resort
- 2016: Psyko Punkz - Rise Of The Restless
- 2017: Coone - Young, Gifted & Proud
- 2018: Sephyx - Indestructible
- 2019: Devin Wild - Island Of Intensity
- 2022: Sound Rush - Breaking Boundaries
- 2023: Primeshock - Keep Burning
- 2024: Hard Driver - Running Wild Forever